# Crepidodera nigricoxis
Crepidodera nigricoxis es un coleóptero de la familia Chrysomelidae. Fue descrita científicamente en 1878 por Allard.